# Seven de Sudáfrica 2007
El Seven de Sudáfrica de 2007 fue la novena edición del torneo sudafricano de rugby 7 y el segundo torneo de la temporada 2007-08 de la Serie Mundial Masculina de Rugby 7.
Se disputó en la instalaciones del Outeniqua Park de George.

## Fase de grupos

### Grupo A
| Equipo        | Encuentros | Encuentros | Encuentros | Encuentros | Tantos  | Tantos    | Tantos     | Puntos |
| Equipo        | jugados    | ganados    | empatados  | perdidos   | a favor | en contra | diferencia | Puntos |
| ------------- | ---------- | ---------- | ---------- | ---------- | ------- | --------- | ---------- | ------ |
| Nueva Zelanda | 3          | 3          | 0          | 0          | 86      | 24        | +62        | 9      |
| Kenia         | 3          | 2          | 0          | 1          | 32      | 36        | -4         | 7      |
| Inglaterra    | 3          | 1          | 0          | 2          | 55      | 50        | +5         | 5      |
| Zimbabue      | 3          | 0          | 0          | 3          | 17      | 80        | -63        | 3      |

Nota: Se otorgan 3 puntos al equipo que gane un partido, 2 al que empate y 1 al que pierda

### Grupo B
| Equipo         | Encuentros | Encuentros | Encuentros | Encuentros | Tantos  | Tantos    | Tantos     | Puntos |
| Equipo         | jugados    | ganados    | empatados  | perdidos   | a favor | en contra | diferencia | Puntos |
| -------------- | ---------- | ---------- | ---------- | ---------- | ------- | --------- | ---------- | ------ |
| Fiyi           | 3          | 3          | 0          | 0          | 110     | 19        | +91        | 9      |
| Estados Unidos | 3          | 2          | 0          | 1          | 36      | 64        | -28        | 7      |
| Francia        | 3          | 1          | 0          | 2          | 48      | 62        | -14        | 5      |
| Canadá         | 3          | 0          | 0          | 3          | 19      | 68        | -49        | 3      |

### Grupo C
| Equipo    | Encuentros | Encuentros | Encuentros | Encuentros | Tantos  | Tantos    | Tantos     | Puntos |
| Equipo    | jugados    | ganados    | empatados  | perdidos   | a favor | en contra | diferencia | Puntos |
| --------- | ---------- | ---------- | ---------- | ---------- | ------- | --------- | ---------- | ------ |
| Sudáfrica | 3          | 3          | 0          | 0          | 96      | 7         | +89        | 9      |
| Argentina | 3          | 2          | 0          | 1          | 69      | 43        | +26        | 7      |
| Gales     | 3          | 1          | 0          | 2          | 50      | 55        | -5         | 5      |
| Uganda    | 3          | 0          | 0          | 3          | 7       | 117       | -100       | 3      |

### Grupo D
| Equipo    | Encuentros | Encuentros | Encuentros | Encuentros | Tantos  | Tantos    | Tantos     | Puntos |
| Equipo    | jugados    | ganados    | empatados  | perdidos   | a favor | en contra | diferencia | Puntos |
| --------- | ---------- | ---------- | ---------- | ---------- | ------- | --------- | ---------- | ------ |
| Samoa     | 3          | 3          | 0          | 0          | 80      | 40        | +40        | 9      |
| Escocia   | 3          | 2          | 0          | 1          | 49      | 62        | -13        | 7      |
| Australia | 3          | 0          | 1          | 2          | 41      | 53        | -12        | 4      |
| Túnez     | 3          | 0          | 1          | 2          | 40      | 55        | -15        | 4      |

## Fase Final

### Cuartos de final
| 8 de diciembre | Nueva Zelanda | 36 - 0 | Estados Unidos |  |  |

| 8 de diciembre | Samoa | 19 - 22 | Argentina |  |  |

| 8 de diciembre | Sudáfrica | 21 - 17 | Escocia |  |  |

| 8 de diciembre | Fiyi | 24 - 12 | Kenia |  |  |

### Semifinal
| 8 de diciembre | Nueva Zelanda | 38 - 14 | Argentina |  |  |

| 8 de diciembre | Sudáfrica | 12 - 21 | Fiyi |  |  |

### Final
| 8 de diciembre | Nueva Zelanda | 34 - 7 | Fiyi |  |  |

| Bandera de Nueva Zelanda |
| Campeón Nueva Zelanda    |
| 2º título del circuito   |